# Willie Banks
William Augustus Banks, III (Fairfield, 11 de março de 1956), mais conhecido como Willie Banks, é um ex-atleta estadunidense. Em sua carreira, tornou-se um dos destaques do salto triplo, estipulando em 16 de junho de 1985 o recorde mundial, com a marca de 17,97 m. Foi medalha de prata no Campeonato Mundial de Atletismo de 1983, em Helsinque, Finlândia.